# پائونیکا راکی
پائونیکا راکی (نام علمی: Paeonia rockii) نام یک گونه از سرده گل صدتومانی است.